# Appalachian League

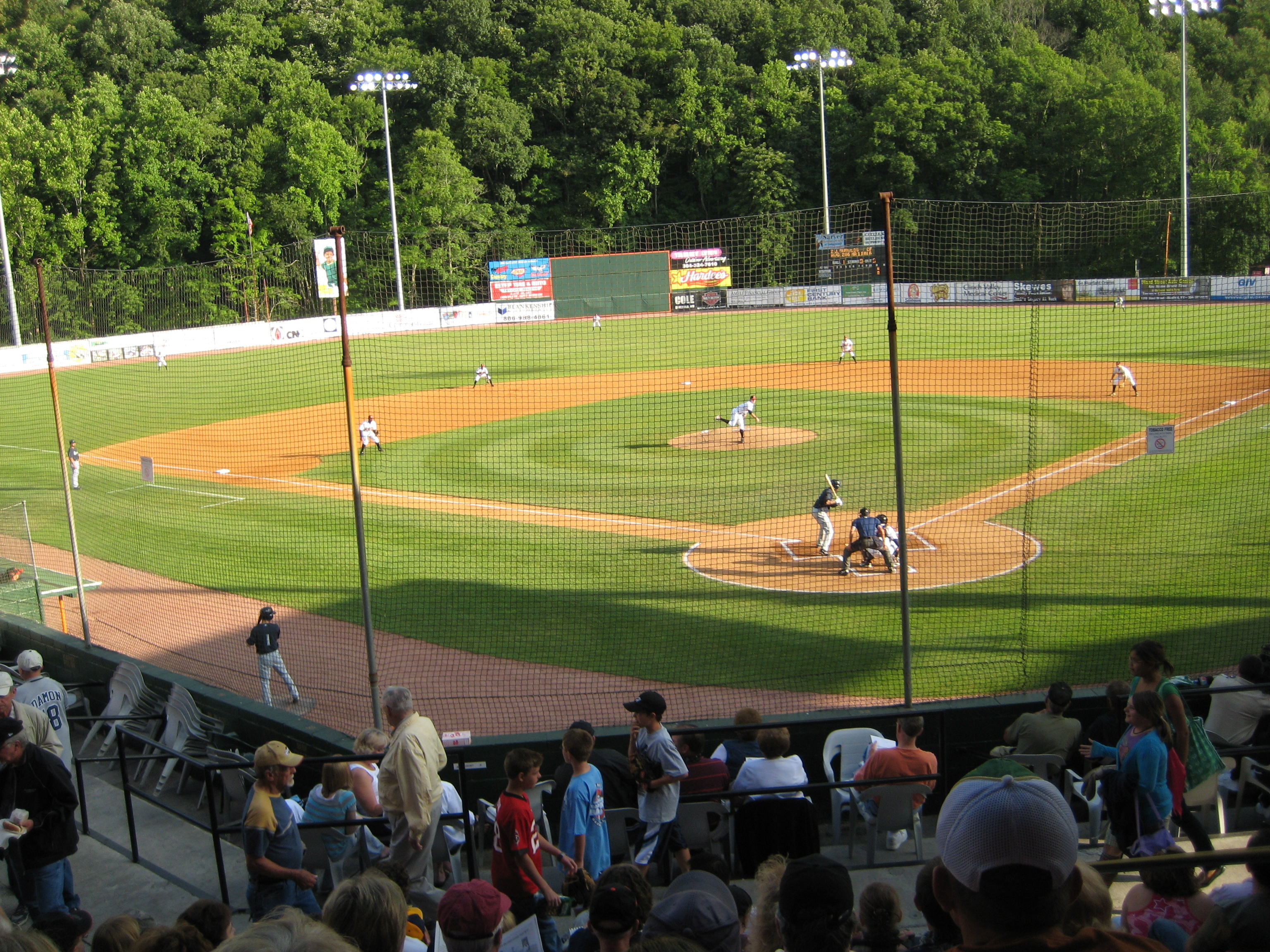
Spiel Bluefield Orioles vs. Pulaski Mariners am 3. Juli 2009 in Bluefield

Die Appalachian League of Professional Baseball ist eine Baseball-Liga der Minor League, die 1911 begann zu spielen. Sie arbeitete in der Class D (1911–1914), (1921–1925), (1937–1955) und (1957–1962), bevor sie 1963 in die Rookie League aufstieg. Die Teams befinden sich in den Appalachen Regionen Virginia, North Carolina, West Virginia und Tennessee. Die Saison der Liga beginnt im Juni und endet im September.
Zusammen mit der Pioneer League bildet sie die zweitniedrigste Stufe der Minor League Baseball, die Stufe „Rookie Advanced“.

## Geschichte
Die ursprüngliche Appalachian League existierte nur vier Saisons lang von 1911 bis 1914 und alle Mannschaften waren unabhängig und hatten keine MLB-Zugehörigkeit. Die ursprüngliche Liga bestand aus den Asheville Moonshiners, den Bristol Boosters, den Cleveland Counts, den Johnson City Soldiers, den Knoxville Appalachians und den Morristown Jobbers.
Die zweite Appalachian League bestand von 1921 bis 1925 fünf Saisons lang, und wie bisher bestand sie ausschließlich aus unabhängigen Teams. Zwei der 1921 Standorte verfügen heute über Mannschaften in der Appalachian League.
Die dritte Appalachian League begann im Jahr 1937 und wurde in der D Level Minore League zugewiesen, das niedrigste Niveau in der MLB vor 1963.